# 潘光炎
潘光炎（1936年—），男，甘肃兰州人，中国实验动物学家，甘肃农业大学教授，曾任第八、九、十届全国政协委员。